# دانا عورتاني
دانا عورتاني (ولدت عام 1987)، هي فلسطينية ولدت وترعرعت في مدينة جدة السعودية حيث تمارس عملها وهواياتها فيها هذه الأيام.

## التعليم
تخرجت عورتاني بدرجة البكالوريوس في الفنون الجميلة "Fine Art" من سنترال سانت مارتينز، لندن. ثم حصلت على درجة الماجستير في الفنون التقليدية من مدرسة برينسس، لندن. في مدرسة برينسس، تعلمت كيفية صنع الزجاج الملون، الرسم المصغر، والتذهيب والعديد من التقنيات التقليدية المتنوعة من الثقافات في جميع أنحاء العالم. ومع ذلك، لم تتمكن من الحصول على درجة في الإضاءة هناك، لذلك بحثت ووجدت سيدة في تركيا لمساعدتها على أن تصبح رئيسة في مجال الإضاءة.

## العمل
تُوظِف عورتاني مجموعة متنوعة من الوسائط في عملها، بما في ذلك الرسم والفسيفساء وفسيفساء الرمل. وعملها فريد من نوعه لأنه يسعى إلى دمج الأساليب التقليدية للفن الإسلامي في عالم معاصر وفنها أيضاً غني بالزخارف الهندسية والتفاصيل الأكثر تعقيدًا، وغالبًا ما تدمج دانا أنماطاً للزخارف الإسلامية. وبالإضافة إلى مزج الزخارف تقوم عورتاني بأعمال الإضاءة وتزيين البلاط وزخرفة الأخشاب، فهي تستكشف العلاقة بين الهندسة والطبيعة، وكذلك كيف يمكن ترجمة الحقائق من خلال الفن باستخدام مبادئ هندسية، وتصور لغة مقدسة من خلال جمالية رمزية متعددة الطبقات. أسلوبها الذي ظهر منذ أكثر من 1000 سنة كبديل للتصوير الممنوع للشخصيات الإلهية هذا الأسلوب ما زال يمارس اليوم، من قبل المتخصصين مثل دانا.

## أقوال عورتاني
- قالت دانا على العرب والفن: "نحن كعرب نكبر حول هذا الفن الجميل، نحن محاطون به في كل زاوية لكننا لسنا على علم به. يمكنك رؤية الهندسة من حولك في المساجد على سبيل المثال. كنت أبحث عن مسار وبعد متابعة وبحث عميق في الداخل شعرت بالإلهام حتى وجدت الإجابة. هناك جمال داخلي وخارجي يخفي وراءه قصة وراء كل قطعة منظّمة، ولا توجد عشوائية عندما يتعلق الأمر بصنع مثل هذه القطع.[12]
- قالت″ في الفن الإسلامي،: ″ أولا الفن الإسلامي لا يصنع فقط من أجل صنع فن. إنها ممارسة روحية مقدسة تُستخدم كطريقة لعبادة الله . هو أيضا يعلم الصبر والاحترام وكفنانة إسلامية، عملي هو شكل من أشكال الصلاة والذكر. أريد أن أكون مركزة بنسبة 100٪ وفي حالة مزاجية جيدة لكي أتمكن من القيام بذلك، وإلا فلن أستطيع".[13]
- بصفتي فنانة، فأنا دائمًا أشعر بالفضول، وأرغب دائمًا في معرفة المزيد، وبسبب كثرة البحث والتفتيش، فإنا أمر بتطور مستمر. أنا من أشد منتقدي. أدفع نفسي بشدة، لكنني سعيدة جدًا بتقدمي
- ذات مرة اتصل بي أحد الصحفيين في معرض، وعندما أدرك أنني لم أكن أتحدث العربية بطلاقة، استخدمني كمثال على لماذا لا يجب عليك إرسال فتيات سعوديات للدراسة في الخارج. هذا أغضبني. شعرت حقا بالإهانة. من أنا لأنني عشت ودرست في الخارج. أنا أتكلم لغة عالمية . حتى لو لم تفهمها، يمكنك دائماً تقدير جمالها. أنا أؤمن بجمال الفن.

## روابط خارجية
- الفنانة دانا عورتاني
- أعمال دانا عورتاني
- دانا عورتاني: إعادة اختراع الفن المقدس التقليدي
- الفنانة دانا عورتاني حول عالمية الفن